# Rhacognathus
Rhacognathus is een geslacht van wantsen uit de familie schildwantsen (Pentatomidae). Het geslacht werd voor het eerst wetenschappelijk beschreven door Franz Xaver Fieber in 1860.

## Soorten
Het genus bevat de volgende soorten:

- Rhacognathus americanus Stål, 1870
- Rhacognathus callosus Horváth, 1903
- Rhacognathus corniger Hsiao & Cheng, 1977
- Rhacognathus punctatus (Linnaeus, 1758)